# Christian Kubusch
Christian Kubusch (ur. 26 kwietnia 1988 w Gerze) – niemiecki pływak, wicemistrz Europy.
Srebrny medalista mistrzostw Europy w Budapeszcie w 2010 roku na dystansie 800 m stylem dowolnym.
Startował w igrzyskach olimpijskich w Pekinie, nie odniósł jednak sukcesów zarówno na dystansie 400 m stylem dowolnym, a sztafeta 4 x 200 m, której był członkiem zajęła 12. miejsce.

## Osiągnięcia

### Mistrzostwa Europy (basen 50 m)
- 2010 Budapeszt -  (800 m dowolnym)